# Hemitrichas
Hemitrichas ist eine ausgestorbene Gattung kleinerer, schlanker Ährenfische aus der rezenten Familie der Atherinidae. Die bislang gefundenen Arten der Gattung Hemitrichas waren vom Eozän bis zum Miozän verbreitet und sind damit die ältesten dokumentierten Fossilien dieser Fischfamilie.
Von den einzelnen Arten der Gattung liegen teils versteinerte Skelette, teils nur Otolithen („Steine“ eines im Innenohr der Fische gelegenen Sinnesorgans), teils beides vor. Alle Fische sind in Brackwasser- oder Süßwasser-Sedimenten gefunden worden, bis auf H. stapfi, die aus einem Meerwasser-Milieu stammen (aus einer 190 cm mächtigen Ton-Mergelfolge an der Basis der Oberen Cerithienschichten in einem Steinbruch bei Oppenheim im Mainzer Becken).
Die Fundorte von mehreren Arten liegen im Mainzer Becken und Hanauer Becken, andere Arten kommen aus Frankreich. Im Mainzer und Hanauer Becken sind die Arten der Gattung Hemitrichas weit verbreitet in den euryhalinen Sedimenten des späten Oligozän und des frühen Miozäns. Sie kommen meist als einzige Fischart, aber in zahlreichen Exemplaren vor. Es gibt weitere Fundorte in der Schweiz und im Iran.

## Systematik und Arten
Aufgrund von oft nur vorliegenden Otolithen sind einige Arten der Gattung Hemitrichas aus dem westlichen Paratethys, einem erdgeschichtlichen Randmeer Eurasiens, zunächst als Palaeoatherina Gaudant, 1976 oder Atherina Linnaeus, 1758 beschrieben worden.
Folgende Arten werden in die Gattung eingeordnet: 
- Hemitrichas bartensteini (Malz, 1978) aus dem unteren Miozän
- Hemitrichas bergeri Reichenbacher, 1992 aus dem späten Oligozän
- Hemitrichas britannica Gaudant, 1989 aus dem Oligozän
- Hemitrichas denisae Reichenbacher, 2004 aus dem frühen Miozän
- Hemitrichas dentifera Stinton & Kissling, 1968 aus dem späten Oligozän
- Hemitrichas formosa Gaudant aus dem späten Eozän
- Hemitrichas giraudi (Piton, 1936) aus dem oberen Oligozän oder unteren Miozän
- Hemitrichas martinii Reichenbacher, 1993 aus dem späten Ottnangium bzw. frühen Karpatium
- Hemitrichas miocenica (Weiler, 1942) aus dem unteren Miozän
- Hemitrichas molassica Reichenbacher, 1993 aus dem späten Ottnangium
- Hemitrichas rotunda (Weiler, 1963) aus dem unteren Miozän
- Hemitrichas schaeferi Reichenbacher, 2000 aus dem späten Oligozän
- Hemitrichas schisticola Peters, 1877 (Typusexemplar)
- Hemitrichas stapfi Gaudant & Reichenbacher, 2005 aus dem obersten Oligozän
- Hemitrichas schwarzhansi Reichenbacher, 1993 aus dem späten Ottnangium
- Hemitrichas vardinis Sauvage 1883 aus dem oberen Eozän/frühesten Oligozän